# Щіпов Максим Юрійович
Макси́м Ю́рійович Щі́пов (31 січня 1988 — 5 січня 2015) — старший солдат резерву батальйону ім. Кульчицького, учасник російсько-української війни.

## Життєвий шлях
Народився в Бердичеві, 2003 року закінчив київську ЗОШ № 74. Вступив до ВПУ № 33. 2005 року за програмою обміну студентів навчався й працював у Франції. Протягом 2006—2007 років проходив строкову військову службу, Окремий полк Президента України. 2014 року закінчив Київський університет ринкових відносин. 2014-го склав іспити останньої сесії в Київському національному університеті театру, кіно і телебачення імені І. К. Карпенка-Карого.
З перших днів активно брав участь у подіях Революції Гідності. Навесні 2014-го підписав контракт про проходження служби у військовому резерві НГУ. Снайпер, 2-ге відділення 2-го взводу 3-ї роти, Київська окрема бригада, Північне ОТО НГУ, псевдо «Макс». З побратимами ходив у розвідку до ворожого тилу.
5 січня перебував у мікроавтобусі «Богдан», котрий при перевезенні взводу резервістів потрапив у ДТП поблизу Артемівська. З «Богданом» зіштовхнувся військовий «КрАЗ». Сергій Бабічев був досвідченим водієм, за свідченнями тих, хто вижив, до останнього намагався зробити все можливе для того, щоб уникнути зіткнення та врятувати побратимів. Тоді загинуло 12 військовиків, серед них Віктор Бурка, Ігор Каплуненко, Юрій Лінивенко, Роман Малюта, Герасимю Тарас, Володимир Матківський, ще 21 зазнав травм, 17 січня від травм помер Ігор Дідач.
Похований у місті Київ, Лук'янівське кладовище.

## Нагороди  та вшанування
- Указом Президента України № 365/2015 від 27 червня 2015 року, «за особисту мужність і високий професіоналізм, виявлені у захисті державного суверенітету та територіальної цілісності України, вірність військовій присязі», нагороджений орденом «За мужність» III ступеня (посмертно)[1].
- Вшановується в меморіальному комплексі «Зала пам'яті», в щоденному ранковому церемоніалі 5 січня[2][3].